# العلاقات السويدية اليمنية
العلاقات السويدية اليمنية هي العلاقات الثنائية التي تجمع بين السويد واليمن.

## مقارنة بين البلدين
هذه مقارنة عامة ومرجعية للدولتين:
| وجه المقارنة                                              | السويد                                                                               | اليمن         |
| --------------------------------------------------------- | ------------------------------------------------------------------------------------ | ------------- |
| المساحة (كم2)                                             | 450.30 ألف                                                                           | 555.00 ألف    |
| عدد السكان (نسمة)                                         | 10.16 مليون                                                                          | 28.25 مليون   |
| الكثافة السكانية (ن./كم²)                                 | 22.56                                                                                | 50.9          |
| العاصمة                                                   | ستوكهولم                                                                             | صنعاء، عدن    |
| اللغة الرسمية                                             | اللغة السويدية، لغات السامي، اللغة الفنلندية، منكيلي، اللغة الرومنية، اللغة اليديشية | اللغة العربية |
| العملة                                                    | كرونة سويدية                                                                         | ريال يمني     |
| الناتج المحلي الإجمالي (بليون دولار)                      | 538.04 مليار                                                                         | 18.21 مليار   |
| الناتج المحلي الإجمالي (تعادل القوة الشرائية) بليون دولار | 469.01 مليار                                                                         | 75.69 مليار   |
| الناتج المحلي الإجمالي الاسمي للفرد دولار أمريكي          | 50.58 ألف                                                                            | 1.41 ألف      |
| الناتج المحلي الإجمالي للفرد دولار أمريكي                 | 45.30 ألف                                                                            |               |
| مؤشر التنمية البشرية                                      | 0.907                                                                                | 0.498         |
| رمز المكالمات الدولي                                      | +46                                                                                  | +967          |
| رمز الإنترنت                                              | .se                                                                                  | .ye           |
| المنطقة الزمنية                                           | توقيت وسط أوروبا، ت ع م+01:00، ت ع م+02:00، أوروبا/ستوكهولم ‏                         | ت ع م+03:00   |

## منظمات دولية مشتركة
يشترك البلدان في عضوية مجموعة من المنظمات الدولية، منها:
| علم المنظمة | اسم المنظمة                               | تاريخ انضمام السويد | تاريخ انضمام اليمن |
| ----------- | ----------------------------------------- | ------------------- | ------------------ |
|             | يونسكو                                    | 23 يناير 1950       | 2 أبريل 1962       |
|             | مؤسسة التمويل الدولية                     | 20 يوليو 1956       | 22 مايو 1970       |
|             | المركز الدولي لتسوية المنازعات الاستشارية | 28 يناير 1967       | 20 نوفمبر 2004     |
|             | منظمة حظر الأسلحة الكيميائية              | ?                   | ?                  |
|             | مؤسسة التنمية الدولية                     | 24 سبتمبر 1960      | 22 مايو 1970       |
|             | وكالة ضمان الاستثمار متعدد الأطراف        | 12 أبريل 1988       | 12 مارس 1996       |
|             | الاتحاد البريدي العالمي                   | ?                   | ?                  |
|             | الاتحاد الدولي للاتصالات                  | 1866                | 1931               |
|             | منظمة الشرطة الجنائية الدولية             | ?                   | ?                  |
|             | الأمم المتحدة                             | 19 نوفمبر 1946      | 30 سبتمبر 1947     |
|             | البنك الدولي للإنشاء والتعمير             | 31 أغسطس 1951       | 3 أكتوبر 1969      |

## وصلات خارجية
- موقع وزارة الخارجية السويدية